# Die Schenke zur ewigen Liebe
Die Schenke zur ewigen Liebe ist ein deutscher Spielfilm aus dem Jahre 1945. Unter der Regie von Alfred Weidenmann spielen Carl Raddatz und Monika Burg die Hauptrollen. Der Film blieb unvollendet.

## Handlung
Mathias Bentrup arbeitet als Hauer in der Zeche Holthusen im Ruhrgebiet. Er hat sich in die aus Süddeutschland an die Ruhr gereiste Bärbel Hofkirchner verliebt, die sich aber in dieser Gegend nicht so recht wohl fühlt. Sie ist nun mal keine echte Bergmannsfrau und hat ständig Angst davor, dass den Kumpels irgendetwas Schreckliches unter Tage zustoßen könnte. Mathias nimmt ihre Befürchtungen nicht so recht ernst und lacht darüber. Eines Tages hat sich Bärbel entschieden, in die alte Heimat zurückzukehren. Als Mathias davon erfährt, rennt er ihr sofort nach, um sie davon abzuhalten. Zu viel liegt ihm mittlerweile an dieser Frau, die er gern heiraten möchte. Durch diese Aktion verpasst er allerdings die wichtige Prüfung zur Erlangung des Steigerexamens und wird daraufhin von der Prüfung ausgeschlossen.
Mehrere Jahre sind vergangen, und Mathias und Bärbel sind längst ein Ehepaar. Noch immer bestimmen Bärbels Leben die Ängste um ihren Mann, vor allem dann, wenn er eine Nachtschicht fahren muss, weil etwas eingestürzt ist oder Geröll beseitigt werden muss. Sie erträgt die ständigen Sorgen nicht mehr und bittet ihn inständig, seinen Beruf aufzugeben. Zu ihrer größten Überraschung willigt Mathias ein, doch dies hat einen anderen Grund: Er hat bei einem Disput seinen Kameraden Otto Beck geschlagen, und die ungeschriebenen Gesetze der Kumpels besagen, dass in diesem Fall der Angreifer die Zeche verlassen muss.
Mathias entschließt sich zu einem Berufswechsel und übernimmt in der Gegend eine ziemlich verwahrloste Schenke. Mit Hilfe einiger Kumpels möbelt er den Laden auf und macht daraus eine heimelige Begegnungsstätte, die bald unter dem Namen „Die Schenke zur ewigen Liebe“ bekannt wird. Obwohl der Laden brummt, bleibt Mathias unzufrieden. Er ist nicht als Kneipier oder Wirtshausbetreiber geboren, seine Liebe gehört der Arbeit unter Tage. Als eines Tages beim Bergbau eine Wasserader getroffen wird, werden zwei Kumpels unterirdisch eingeschlossen. Sofort bietet Mathias seine Hilfe bei den Rettungsversuchen an. Als erfahrener Bergmann weiß er, was zu tun ist, und kann schließlich die Kumpels retten. Er hat sich damit rehabilitiert und wird von seinen Kollegen im Kreis der Bergarbeiter wieder aufgenommen. Bärbel sieht ein, dass nur dieses Leben ihren Mann glücklich macht und akzeptiert notgedrungen seinen Wunsch, wieder in die Grube zu fahren.

## Produktionsnotizen
Die Dreharbeiten zu Die Schenke zur ewigen Liebe fanden von Herbst 1944 bis ins Frühjahr 1945 statt. Die Außenaufnahmen entstanden in Dittersbach bei Waldenburg, im niederschlesischen Kohlenrevier. Diese Außendrehs mussten schlagartig abgebrochen werden, als die Rote Armee bis vor die Tore Waldenburgs vordrang. Hauptdarstellerin Monika Burg (Claude Farell) erinnerte sich später: „Während der Dreharbeiten am 16. Februar 1945 stürzt plötzlich der Tonmeister aus seiner Kabine und ruft voller Schrecken ‘Macht euch bereit, die Russen zu empfangen, sie kommen, sie sind schon da!‘. Es gibt keine Panik, aber eine Hochspannung, die bei der Anweisung uns alle am Bahnhof zu versammeln, in eine Hochstimmung umschlägt. (…) Der kleine Bahnhof von Waldenburg ist schwarz vor Menschen in Erwartung des versprochenen Zuges. Der Ansturm (auf die Zugabteile) ist gigantisch. (…) Carl Raddatz wettert lautstark gegen alles und jeden. (…) Nachmittags am 20. Februar 1945 wird Dresden erreicht. Dresden ist durch die Bombenangriffe zerstört. Es geht weiter nach Berlin. Ankunft 22.02.1945. In Babelsberg dreht Wolfgang Liebeneiner Das Leben geht weiter. Die Aufnahmen müssen nachts stattfinden, tagsüber gibt es keinen Strom. In einigen Tagen müssen auch die Aufnahmen zu Die Schenke der ewigen Liebe fortgesetzt werden.“ Bei Kriegsende befand sich der Film im Schnitt.
Die Bauten entwarf Walter Röhrig, ausgeführt wurden sie von German Herbricht. Herstellungsgruppenleiter Hans Schönmetzler war auch Herstellungsleiter. Nebendarsteller Walter Lieck starb bereits in der Frühphase der Dreharbeiten (November 1944).

## Kritik
Da der Film keine Aufführung erlebte, existieren auch keine Kritiken.